# Färgpilört
Persicaria tinctoria är en slideväxtart som först beskrevs av William Aiton, och fick sitt nu gällande namn av Hugo Gross. Persicaria tinctoria ingår i släktet pilörter, och familjen slideväxter. Inga underarter finns listade i Catalogue of Life. Färgpilörten kan med fördel användas vid växtfärning av naturfibrer, resultatet av korrekt utförd färning blir en djup blå ton. Färgpilörten kan odlas nästan överallt i Sverige och kallas även japansk indigo.

## Bildgalleri

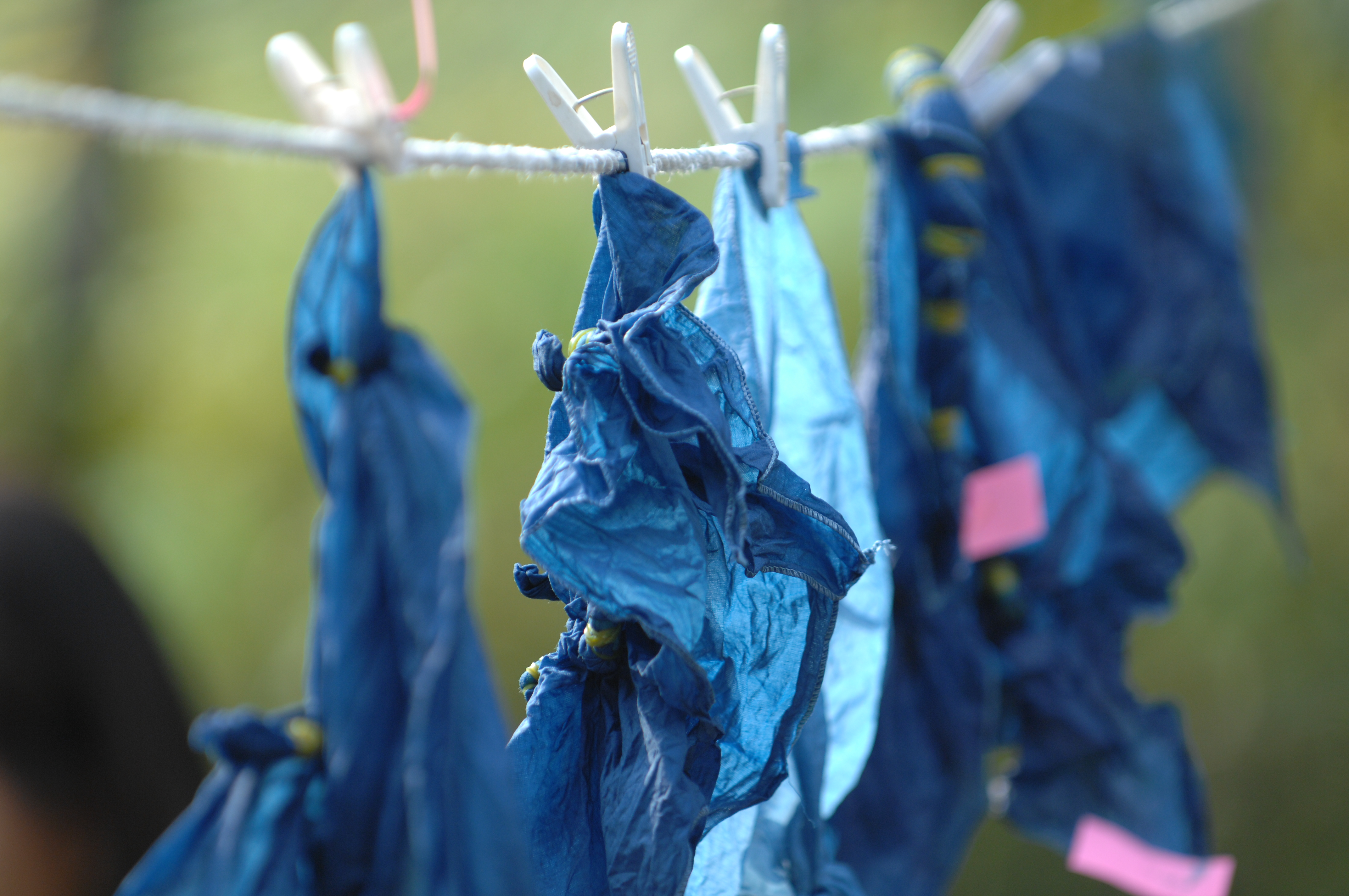
Koreanska traditionella färgning